# 顧大嫂

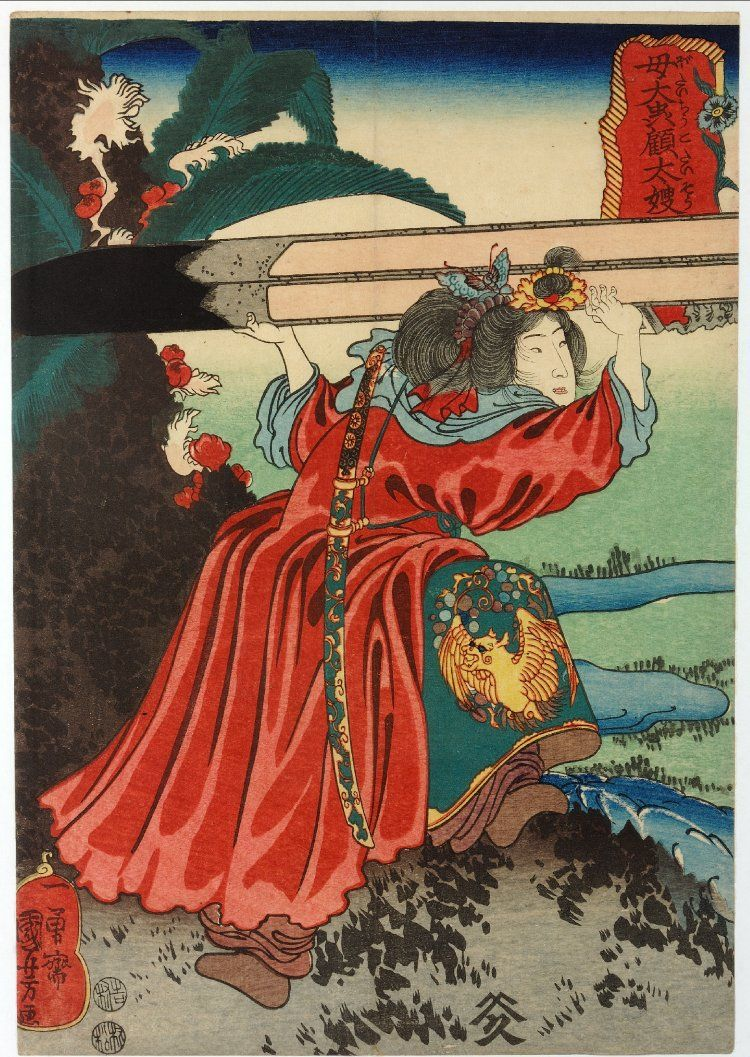
母大虫顧大嫂

顧大嫂（こだいそう）は、中国の小説で四大奇書の一つである『水滸伝』に出てくる登場人物。女性。梁山泊第百一位で、地陰星の生まれ変わり。渾名は母大虫（ぼだいちゅう）で、並の男二～三十人を相手にしてもひけをとらない女傑であることから雌の虎（「大虫」は虎の意）に喩えられたもの。夫は梁山泊第百位の孫新。夫婦で居酒屋を営んでおり、後先考えずに突っ走りがちな顧大嫂を孫新がよく抑えるという親密な夫婦である。

## 生涯
孫新の兄・孫立の任地である登州の十里牌で夫の孫新とともに、居酒屋を営んでいた。孫立の妻の弟楽和から、顧大嫂の従弟である猟師解珍、解宝の兄弟が無実の罪で投獄されたことを聞き、楽和や登雲山の山賊の鄒淵・鄒潤兄弟、さらには孫立をも仲間に引き入れて、登州の牢獄から二人を救出した。孫立は登州軍の武官という己の立場ゆえに初めは協力を渋っていたが、顧大嫂は孫立に刀を突き付け、断るのなら死ぬまで戦うと脅して無理矢理承知させている。
その後は梁山泊に仲間入りし、祝家荘との抗争では、夫と共に祝家荘に潜入して祝家の壊滅に一役買う。
入山後は夫と共に梁山泊の西山酒店で情報収集などを担当、またその後も敵地に潜入する役目を多くこなす。
史進が東平府で捕らえられた時には乞食女に変装して牢に入り込んだり、北京攻略戦では夫婦で灯篭見物の田舎夫婦を装い城内に潜入、高俅との戦いでも孫新が材木を運ぶ人夫・顧大嫂が飯運びの女に化けて敵の造船所に火を放って撹乱した。
方臘討伐では夫婦ともに生き残り、再び登州軍に任用された孫立に従って登州へ帰り、顧大嫂は東源県君に封じられた。